# Ciclo de refrigeração

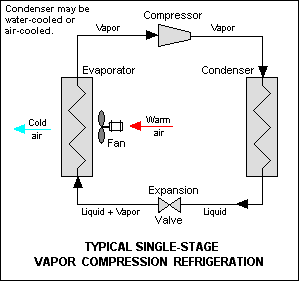
Esquema de um ciclo de refrigeração por compressão de vapor.

O ciclo de refrigeração ou ciclo frigorífico é um ciclo termodinâmico que constitui o modelo matemático que define o funcionamento das máquinas frigoríficas e das bombas de calor.
A diferença entre uma bomba de calor e uma máquina frigorífica normal consiste em esta última apenas poder ser usada para arrefecimento enquanto que a primeira pode ser usada tanto para arrefecimento como para aquecimento. No seu processo de aquecimento, a bomba de calor também utiliza um ciclo de refrigeração. Para tal, a bomba de calor tem a possibilidade de escolher qual das serpentinas é que deve funcionar como condensador, funcionando a outra como evaporador. Nos climas mais frios, é comum a utilização, em residências, de bombas de calor que apenas permitem o aquecimento - tornando-as mais simples e baratas - uma vez que o arrefecimento raramente é necessário.

## Tipos de ciclos de refrigeração
Existem quatro tipos de ciclos de refrigeração:
1. Ciclo de compressão de vapor;
2. Ciclo de absorção de vapor;
3. Ciclo de gás;
4. Ciclo Stirling.

## Ciclo de compressão de vapor
O ciclo de compressão de vapor ou ciclo de Kelvin foi idealizado por Lord Kelvin e é o mais utilizado, tanto em frigoríficos domésticos como em grandes sistemas de refrigeração industrial.
Neste ciclo, um refrigerante em circulação (como o freon) entra no compressor sob a forma de vapor. O vapor é comprimido - a uma entropia constante - e sai superaquecido do compressor. O vapor superaquecido desloca-se então através do condensador que primeiro o arrefece - removendo o superaquecimento - e depois condensa-o, transformando-o em líquido através da remoção do calor adicional, a uma pressão e temperatura constantes. O líquido refrigerante passa então por uma válvula de expansão - onde a sua pressão decai abruptamente - causando a sua evaporação parcial e a autorefrigeração de, normalmente, menos de metade do líquido. Daí, resulta uma mistura de líquido e vapor a uma temperatura e pressão inferiores. A mistura líquido-vapor fria desloca-se então através da serpentina do evaporador e evapora-se completamente, arrefecendo o ar que a atravessa, o qual é impulsionado através da serpentina por um ventilador. O vapor refrigerante resultante volta então ao compressor para completar o ciclo termodinâmico.
A descrição acima indicada, baseia-se num ciclo de compressão de vapor ideal, o qual nunca ocorre na realidade. Na prática, teriam que ser tidos em conta outros efeitos reais como a queda de pressão dentro do sistema devida ao atrito, uma ligeira irreversibilidade termodinâmica durante a compressão e o comportamento do fluido refrigerante ser o de um gás não ideal.

## Ciclo de absorção de vapor
Nos primeiros anos do século XX, tornou-se popular a utilização de sistemas de ciclo de absorção de vapor através do emprego de água e amónia. No entanto, estes sistemas perderam muita da sua importância, após o desenvolvimento do ciclo de compressão de vapor, devido ao seu baixo coeficiente de desempenho que é cerca de um quinto deste último. Hoje em dia, o ciclo de absorção é apenas usado onde existe desperdício de calor disponível ou onde o calor pode ser obtido por paineis solares.
O ciclo de absorção é semelhante ao ciclo de compressão, excepto no que diz respeito ao método de subir a pressão do vapor refrigerante. No sistema de absorção, o compressor é substituído por um absorvedor que dissolve o refrigerante num líquido adequado, uma bomba que faz subir a pressão do líquido e por um gerador que, com adição de calor, afasta o vapor refrigerante do líquido a alta pressão. É necessário algum trabalho pela bomba mas, para uma dada quantidade de refrigerante, é muito menor que aquele necessário para o compressor no ciclo de compressão. Num refrigerador de absorção, é usada uma adequada combinação de refrigerante e de absorvente. As combinações mais comuns são a de amónia como refrigerante e água como absorvente ou a de água como refrigerante e brometo de lítio como absorvente.

## Ciclo de gás
O ciclo de gás consiste num ciclo de refrigeração que utiliza um gás que é comprimido e expandido, mas que não muda de fase. O fluido mais utilizado é o ar. Como não existe condensação e evaporação num ciclo de gás, os componentes correspondentes ao condensador e ao evaporador num ciclo de compressão de vapor são os permutadores de calor de gás quente para gás frio.
O ciclo de gás é menos eficiente que o ciclo de compressão de vapor, uma vez que trabalha com base num ciclo Brayton inverso em vez de sobre um ciclo Rankine inverso. Como tal, o fluido não recebe nem rejeita calor a um temperatura constante. No ciclo de gás, o efeito de refrigeração é igual ao produto do calor específico do gás e à subida de temperatura do gás no lado de baixa temperatura. Assim, para a mesma carga de arrefecimento, um ciclo de refrigeração a gás irá necessitar de um grande caudal mássico e será volumoso.
Devido à sua menor eficiência e maior volume, os refrigeradores de ciclo de ar não são frequentemente aplicados em refrigeração terrestre. Contudo, a máquina de ciclo de ar é bastante comum em aviões comerciais a jato, uma vez que existe ar comprimido disponível, obtido nos módulos de compressão dos reatores. As unidades de arrefecimento e ventilação destes aviões a jato também servem para pressurizar a cabina.

## Ciclo Stirling
O ciclo Stirling é realizado mediante o início e a manutenção de condições estáveis de uma oscilação cíclica do fluido utilizado, de modo que, numa região definida do dispositivo que gera o ciclo, o fluido esteja em expansão e em seguida, resfriado e em outra região esteja em compressão e em seguida aquecido. A parte aquecida produz calor e a parte arrefecida extrai o calor do ambiente exterior, provocando assim o efeito frigorífico.
O ciclo é assim designado, uma vez que é realizado com um funcionamento invertido, como máquina frigorífica, do motor Stirling, que passa a ser assim designado como "máquina frigorífica Stirling".
O ciclo frigorífico Stirling, embora atualmente pouco conhecido e pouco utilizado, tem a caraterística importante de não obrigar a qualquer alteração do estado do fluido do ciclo. Ao contrário, os restantes ciclos são obrigados e limitados a operar sob gamas precisas de temperaturas e tais limites são estabelecidos pelo tipo de fluido utilizado, ocorrendo o funcionamento óptimo a temperaturas próximas das da evaporação do fluido. O ciclo de Stirling é igualmente eficiente a todas as temperaturas e utiliza sempre o mesmo fluido, não sendo este portanto particularmente vinculativo, desde que seja gasoso com as temperaturas de operação. Quando as temperaturas de operação são muito baixas, podem ser utilizados como fluidos o hélio ou o hidrogénio. O ciclo pode ser assim utilizado a temperaturas mínimas e pode ser utilizado para produzir fluidos externos (gases liquefeitos) à temperatura de quase zero absoluto. O ciclo Stirling é assim o único adequado para temperaturas muito baixas.  ...